# Ken Norman
Kenneth Darnel Norman, detto Ken (Chicago, 5 settembre 1964), è un ex cestista statunitense, professionista nella NBA.

## Carriera
È stato selezionato dai Los Angeles Clippers al primo giro del Draft NBA 1987 (19ª scelta assoluta).

## Statistiche

### College
| Anno      | Squadra                  | PG | PT | MP   | TC%  | 3P%  | TL%  | RP  | AP  | PRP | SP  | PP   |
| --------- | ------------------------ | -- | -- | ---- | ---- | ---- | ---- | --- | --- | --- | --- | ---- |
| 1984-1985 | Illinois Fighting Illini | 29 | 6  | 15,9 | 63,2 | -    | 66,3 | 3,7 | 0,9 | 0,3 | 0,6 | 7,8  |
| 1985-1986 | Illinois Fighting Illini | 32 | 27 | 31,7 | 64,1 | -    | 80,2 | 7,1 | 1,0 | 0,8 | 0,8 | 16,4 |
| 1986-1987 | Illinois Fighting Illini | 31 | 31 | 35,9 | 57,8 | 25,0 | 72,7 | 9,8 | 2,2 | 1,2 | 1,5 | 20,7 |
| Carriera  | Carriera                 | 92 | 64 | 28,1 | 60,9 | 25,0 | 73,6 | 6,9 | 1,4 | 0,8 | 1,0 | 15,1 |

### NBA

#### Regular Season
| Anno      | Squadra         | PG  | PT  | MP   | TC%  | 3P%  | TL%  | RP  | AP  | PRP | SP  | PP   |
| --------- | --------------- | --- | --- | ---- | ---- | ---- | ---- | --- | --- | --- | --- | ---- |
| 1987-1988 | L.A. Clippers   | 66  | 28  | 21,7 | 48,2 | 0,0  | 51,2 | 4,0 | 1,2 | 0,7 | 0,5 | 8,6  |
| 1988-1989 | L.A. Clippers   | 80  | 79  | 37,8 | 50,2 | 19,0 | 63,0 | 8,3 | 3,5 | 1,3 | 0,8 | 18,1 |
| 1989-1990 | L.A. Clippers   | 70  | 64  | 33,3 | 51,0 | 43,8 | 63,2 | 6,7 | 2,3 | 1,1 | 0,8 | 16,1 |
| 1990-1991 | L.A. Clippers   | 70  | 45  | 33,0 | 50,1 | 18,8 | 62,9 | 7,1 | 2,3 | 0,9 | 0,9 | 17,4 |
| 1991-1992 | L.A. Clippers   | 77  | 24  | 26,1 | 49,0 | 14,3 | 53,5 | 5,8 | 1,6 | 0,7 | 0,9 | 12,1 |
| 1992-1993 | L.A. Clippers   | 76  | 71  | 32,6 | 51,1 | 26,3 | 59,5 | 7,5 | 2,2 | 0,8 | 0,8 | 15,0 |
| 1993-1994 | Milwaukee Bucks | 82  | 75  | 31,0 | 44,8 | 33,3 | 50,3 | 6,1 | 2,7 | 0,7 | 0,6 | 11,9 |
| 1994-1995 | Atlanta Hawks   | 74  | 27  | 25,4 | 45,3 | 34,4 | 45,7 | 4,9 | 1,3 | 0,5 | 0,3 | 12,7 |
| 1995-1996 | Atlanta Hawks   | 34  | 28  | 22,6 | 46,5 | 39,3 | 35,4 | 3,9 | 1,9 | 0,4 | 0,5 | 8,9  |
| 1996-1997 | Atlanta Hawks   | 17  | 0   | 12,9 | 28,7 | 15,8 | 33,3 | 2,3 | 0,7 | 0,4 | 0,2 | 3,8  |
| Carriera  | Carriera        | 646 | 441 | 29,4 | 48,6 | 31,2 | 56,7 | 6,1 | 2,1 | 0,8 | 0,7 | 13,5 |

#### Playoffs
| Anno     | Squadra       | PG | PT | MP   | TC%  | 3P%  | TL%  | RP  | AP  | PRP | SP  | PP   |
| -------- | ------------- | -- | -- | ---- | ---- | ---- | ---- | --- | --- | --- | --- | ---- |
| 1992     | L.A. Clippers | 5  | 5  | 36,8 | 50,9 | 0,0  | 52,9 | 9,8 | 3,0 | 0,8 | 0,6 | 12,6 |
| 1993     | L.A. Clippers | 5  | 5  | 32,8 | 37,3 | 37,5 | 50,0 | 8,2 | 2,4 | 0,8 | 0,0 | 12,8 |
| 1995     | Atlanta Hawks | 3  | 0  | 14,0 | 38,9 | 12,5 | 14,3 | 3,0 | 1,0 | 0,0 | 0,3 | 5,3  |
| Carriera | Carriera      | 13 | 10 | 30,0 | 42,8 | 22,2 | 45,7 | 7,6 | 2,3 | 0,6 | 0,3 | 11,0 |

## Palmarès
- NCAA AP All-America Second Team (1987)